# تاريخ تشيكوسلوفاكيا (1918–1938)
نشأت الجمهورية التشيكوسلوفاكية الأولى بعد انهيار الإمبراطورية النمساوية المجرية في أكتوبر 1918. تألفت الدولة الجديدة غالبًا من مناطق يسكنها تشيكيون وسلوفاكيون، لكن كان فيها أيضًا مناطق ذات أغلبيات قومية أخرى، لا سيما الألمانيون (22.95%) الذين كانوا أكثر من السلوفاكيين –ثاني قوميات البلد–، والمجريون (5.47%)، والروثينيون (3.39%). شملت الدولة الجديدة بوهيميا كلها، التي لم تتوافق حدودها مع الحدود اللغوية التي بين الألمانيين والتشيكيين. في البداية قامت مؤسسات نيابية فعالة واقتصاد نامٍ، لكن الوضع الاقتصادي العالمي المتدهور في ثلاثينيات القرن العشرين أحدث توترات عِرقية متزايدة. أدى خلاف التشيكيين والألمانيين –الذي أججه صعود النازية في ألمانيا المجاورة– إلى فقدان أراضٍ بموجب معاهدة ميونيخ، وأحداث خريف 1938، وهذا أنهى الجمهورية الأولى.

## الاستقلال
بعد عقد اتفاقية بيتسبرغ في مايو 1918، نشر المجلس الوطني التشيكوسلوفاكي «إعلان الاستقلال التشيكوسلوفاكي» الذي صِيغ في واشنطن ووقعه ماساريك وستيفانيك وبينش في باريس يوم 18 أكتوبر 1918، وأُعلن في براغ يوم 28 أكتوبر. قُبَيل نهاية الحرب العالمية الأولى التي أنهت الإمبراطورية النمساوية المجرية، اندمجت عدة جماعات عرقية ومناطق ذات أعراف اقتصادية وسياسية وتاريخية مختلفة، مشكِّلة هياكل دولة جديدة. وقد كانت ولادة الديمقراطية التشيكوسلوفاكية انتصارًا كبيرًا على تلك العقبات.
في 14 نوفمبر 1918 تولت الجمعية الوطنية –التي كانت متأسِّسة حديثًا حينئذ– السلطة التشيكوسلوفاكية الأولية المؤقتة. كان ترسيم الحدود غير أكيد، والانتخابات متعذرة، لذا تشكَّلت الجمعية الوطنية المؤقتة على أساس انتخابات 1911 البرلمانية النمساوية، إضافة إلى 54 نائبًا سلوفاكيًّا. ولم يَنُب عن الأقليات القومية أحد. وظل المجريون على ولائهم للمجر.
في 12 نوفمبر 1918 أعلن ألمانيُّو تشيكوسلوفاكيا قيام «الجمهورية الألمانية النمساوية» –قصيرة العمر– لتوحيد الألمانيين، بناء على مبدأ «حق تقرير المصير» المنسوب إلى الرئيس ويلسون.
انتخبت الجمعيةُ الوطنية التشيكوسلوفاكية توماس ماساريك رئيسها الأول، وعيَّنت حكومة مؤقتة برئاسة كاريل كريماش، واعتمدت دستورًا مؤقتًا.
في يناير 1919 انعقد «مؤتمر باريس للسلام»، وكان الوفد التشيكي بقيادة كريماش (رئيسًا لوزراء الحكومة التشيكوسلوفاكية المؤقتة) وبينش (وزيرًا لخارجيتها). أيد المؤتمر تأسيس الجمهورية التشيكوسلوفاكية، لتضُم المملكة البوهيمية التاريخية (شاملةً بوهيميا ومورافيا وسيليزيا) وسلوفاكيا وروثينيا الكارباتية. بِضَم روثينيا صار للجمهورية حدود مشتركة مع رومانيا، وقد كانت حليفًا مهمًّا ضد المجر. ولِدَرْء مخاوف الوفد البريطاني –من أن ضمّ المناطق التي يستوطنها الألمانيون حصرًا تُعارض حق تقرير المصير– قدَّم الوفد التشيكي مذكرة تحوي بيانات مزيفة عن تلك المناطق. ولم يكن في المؤتمر مَن يمثل الألمانيين أو النمساويين. إلى جانب ذلك، اتَّخذت المذكرة من «الاتحاد السويسري» نموذجًا لدستور الدولة الجديدة، مع أن هذا النموذج لم يُطبَّق في الدولة.
في مارس 1919 صدرت تقارير بأن:
- النمسا وتشيكوسلوفاكيا قطعتا علاقاتهما الدبلوماسية.
- الحكومة التشيكوسلوفاكية في براغ زعمت تآمُر النمسا وساكسونيا لغزوها.

كان الخلاف على حيازة مناطق ألمانية اللغة في بوهيميا ومورافيا (سُميت لاحقًا: السوديت)؛ فقد أعلن سكان تلك المناطق انضمامهم إلى النمسا، وطالبوا بالانضمام إلى ساكسونيا والجمهورية الألمانية إذا حِيل دون انضمامهم إلى النمسا. لكن تشيكوسلوفاكيا أرادت الاحتفاظ بتلك المناطق لاحتوائها على مناجم قيِّمة، فأرسلت قوات تشيكية إليها لوقف الاضطرابات. وقد نشرت صحف في فيينا تقارير عن إطلاق القوات التشيكية النار وقتْلهم بعض ألمانيِّي تلك المناطق، منهم 15-20 في كادان، و3 في إيغر، و2 في كارلوفي فاري. حينئذ ذهب هير ماير (وزير حربية النمسا، ومن مواليد إيغر) في 1 مارس إلى إيغر، واعتُقل في جراتسن بعدما عبَر الحدود، قبل أن يُسمح له بالمضي قدمًا إلى إيغر. وبعد يومين دخل ألمانيا عبر شيردنغ، ثم عاد إلى فيينا بالسكة الحديدية عبر ريغنسبورغ وباساو.
في يناير 1920 خرق الجيش التشيكوسلوفاكي اتفاقات كانت أُبرمت مع بولندا، إذ تعدى الحدود المرسومة، واحتل بقوة السلاح زاولزي التي كان 60% من سكانها بولنديين، مقابل التشيكيين الذين لم تتجاوز نسبتهم 25%.